# Sorin Dumitrescu
Sorin Dumitrescu (n. 18 martie 1946, București, România – d. 22 decembrie 2024, București, România) a fost un pictor și grafician român, discipol al Părintelui Constantin Galeriu, profesor universitar la Universitatea Națională de Arte București, membru corespondent al Academiei Române din 2006.

## Tinerețe și studii
S-a născut la București, unde a studiat la Liceul „Nicolae Tonitza” și apoi la Institutul de Arte Plastice „Nicolae Grigorescu”, în clasa lui Corneliu Baba.

## Premii și distincții
- 2000 Ordinul național „Serviciul Credincios” în grad de Comandor (1 decembrie 2000) „pentru realizări artistice remarcabile și pentru promovarea culturii, de Ziua Națională a României”[9]
- 2008 Crucea Casei Regale a României[10]